# Гиллен, Джеймс
Джеймс Ангус Гиллен (англ. James Angus Gillan; 11 октября 1885, Абердин — 23 апреля 1981, Leigh, Суррей) — британский гребец, двукратный чемпион летних Олимпийских игр.
На Играх 1908 года в Лондоне Гиллен входил в первый экипаж четвёрок Великобритании. Его команда, выиграв в полуфинале у Канады и у другой команды Великобритании в финале, заняла первое место и выиграла золотые медали.
На следующий Играх 1912 года в Стокгольме Гиллен уже соревновался среди восьмёрок. В составе этого экипажа он снова выиграл турнир и получил ещё одну золотую награду.